# Rolf Gasch
Rolf Gasch (* 21. März 1926 in Chemnitz; † unbekannt) war ein deutscher Dreher und Volkskammerabgeordneter für den Freien Deutschen Gewerkschaftsbund (FDGB).

## Leben
Gasch war der Sohn eines Arbeiters. Er nahm nach dem Besuch der Volksschule eine Lehre zum Dreher auf und wurde Einsteller in der Revolverdreherei im VEB Wilhelm Friedel Kfz-Getriebe-Werk Karl-Marx-Stadt.

## Politik
Nach dem Zweiten Weltkrieg wurde Gasch Mitglied des 1945 in der Sowjetischen Besatzungszone neugegründeten FDGB. Außerdem trat er der SED bei. In der Wahlperiode von 1954 bis 1958 war er Mitglied der FDGB-Fraktion der Volkskammer der DDR.

## Auszeichnungen
- dreifacher Aktivist der sozialistischen Arbeit